# María Antonieta Alva
María Antonieta Alva Luperdi (Lima, 7 de marzo de 1985) es una exfuncionaria peruana, bachiller en Economía de la Universidad del Pacífico, que cuenta con un máster en Administración Pública por la Escuela Harvard Kennedy. Fue ministra de Economía y Finanzas del Perú, desde el 3 de octubre de 2019 hasta el 10 de noviembre de 2020, durante el gobierno de Martín Vizcarra.

## Primeros años
Nació en Lima, es hija de Jorge Elías Alva Hurtado, rector de la Universidad Nacional de Ingeniería (2016-2020), y María Antonieta Luperdi Brito. Realizó sus estudios escolares en el Colegio Villa María de la ciudad de Lima.
Ingresó a la Universidad del Pacífico, donde llegó a ser presidenta del Centro de Estudiantes. Fue fundadora y directora general (2005 a 2007) de la asociación civil Coherencia, organización política interuniversitaria. En 2008, obtuvo el grado de Bachiller en Economía.
Realizó un máster en Administración Pública en Desarrollo Internacional de la Escuela de Gobierno John F. Kennedy de la Universidad de Harvard, a la que accedió tras lograr las becas Fullbright y Mary Jo Bane. También, obtuvo una pasantía en el Centro Aser de la Fundación Pratham en Nueva Delhi, India, como parte del programa Women and Public Policy de la Universidad de Harvard. De la misma manera, ha realizado cursos de Liderazgo en la Universidad de Georgetown.

## Carrera profesional
En 2007 ingresó a trabajar al Ministerio de Economía y Finanzas como asistente y analista en la Dirección General de Inversión Pública y luego, en la Dirección General de Presupuesto Público.
En 2012 pasó al Ministerio de Desarrollo e Inclusión Social, en la cual fue analista del Despacho Viceministerial.
En 2014 comenzó a trabajar en el Ministerio de Educación, en el cual fue coordinadora de herramientas de gestión por resultados, jefa de la Unidad de Programación, y finalmente en 2015, jefa de la Oficina de Planificación y Presupuesto.
Ingresó al Ministerio de Economía y Finanzas (MEF) en el año 2017 como asesora de la Dirección General de Inversión Pública. Posteriormente, desde octubre fue directora general de presupuesto público del Ministerio de Economía y Finanzas.
Se desempeñó además como docente de la Facultad de Ciencias Administrativas de la Universidad Nacional Mayor de San Marcos.

### Ministra de Economía y Finanzas (2019-2020)
El 3 de octubre de 2019, juró como Ministra de Economía y Finanzas del gabinete ministerial presidido por Vicente Zeballos tras la disolución del Congreso de la República decretada por el presidente Martín Vizcarra.

#### Gestión
Durante la pandemia por COVID-19 en el Perú, el MEF activó un plan económico para mitigar los impactos de la situación sanitaria en la economía nacional, labor que ha sido reconocida por medios internacionales como France 24, Infobae y Bloomberg.
En ese mismo marco, el Congreso de la República comenzó a discutir un proyecto de ley para permitir que los aportantes del Sistema Privado de Pensiones puedan disponer de un 25% de sus aportes para combatir la crisis; sin embargo, la ministra Alva se mostró en contra de la propuesta del Congreso debido a que para lograrlo, las Administradoras de Fondos de Pensiones (AFP) tendrían que vender activos para obtener liquidez. Incluso, la ministra dijo que en un extremo, esta medida podría quebrar el sistema financiero. Sin embargo, pese a la oposición del Gobierno, el Congreso aprobó, por insistencia, el retiro del 25% de los aportes a las AFP.
El 8 de junio, el Banco Mundial proyectó una tasa negativa de crecimiento (-12%) para el Producto interno bruto del Perú, lo que lo convierte en el más afectado de Sudamérica y el tercer país más afectado del mundo después de Belice y Maldivas.
El 14 de junio, Alva anunció una caída mensual en abril de 40% en el PBI, respecto a abril de 2019. Este porcentaje fue confirmado al día siguiente por el Instituto Nacional de Estadística e Informática (-40,49%). La cifra constituye el registro mensual más bajo en la historia económica del Perú, comparable solo con el periodo posterior a la Guerra del Pacífico. El 17 de julio, el INEI anunció una caída de la economía peruana, en mayo, un 32,75% interanual.
El 15 de julio fue ratificada como ministra de Economía y Finanzas por el nuevo presidente del Consejo de Ministros, Pedro Cateriano. Dicho gabinete no obtuvo la confianza del Parlamento el 4 de agosto de 2020, por lo que Cateriano fue reemplazado por Walter Martos. Alva fue ratificada como ministra de Economía y Finanzas, cargo al que volvió a jurar el 6 de agosto.
El 20 de agosto de 2020, el INEI informó que la caída en el segundo trimestre de 2020 (entre abril y junio) fue de 30,2%, lo que constituye el peor registro de la historia económica. La estadística constituye, técnicamente, una entrada en recesión, al completarse un segundo trimestre consecutivo de caída. El Instituto Estadístico también informó que el retroceso de la actividad productiva está explicado por la disminución de la demanda interna (-27,7%), y el comportamiento negativo de nuestras exportaciones (-40,3%).

#### Interpelaciones y moción de censura
El 25 de junio, congresistas de Unión por el Perú y Frente Amplio alcanzaron las adhesiones requeridas para plantear una moción de interpelación a la ministra Alva para que exponga sobre los resultados de las medidas económicas y de reactivación implementadas por el gobierno. La interpelación fue aprobada en la sesión matutina del 24 de agosto con 72 votos a favor, 22 en contra y 28 abstenciones. En la misma fecha se dio cuenta de una segunda moción, suscrita por integrantes de Unión por el Perú, FREPAP, Podemos Perú y Frente Amplio, la cual fue aprobada con 71 votos a favor, 28 en contra y 26 abstenciones. El Congreso decidió que la ministra Alva asista para responder las interpelaciones los días 4 y 7 de septiembre de 2020.
La ministra Alva se presentó en el Congreso el día viernes 4 de septiembre, día en el cual respondió los 2 pliegos interpelatorios, que sumaron un total de 82 preguntas. Luego de las respuestas de la titular de Economía y Finanzas, se procedió al debate parlamentario, el cual fue suspendido en la noche del viernes y continuó el lunes 7 de septiembre. El día viernes, tras escuchar las respuestas de la ministra, diferentes grupos parlamentarios, a iniciativa de Unión por el Perú, anunciaron la presentación de una moción de censura contra la ministra por los resultados económicos de su gestión ante la pandemia por COVID-19, por las críticas a su gestión y debido a que se consideraron insatisfechos con las respuestas a las interpelaciones. La moción de censura fue presentada el miércoles 9 de septiembre; así mismo, se debatió el martes 15 de septiembre. La censura fue rechazada con 73 en contra, 46 votos a favor y 3 abstenciones.

#### Denuncias
El 29 de julio, diversos medios revelaron que la empresa Hidroenergía Consultores en Ingeniería S.R.L., de propiedad del padre (40%) y del hermano (10%) de la ministra Alva, ganó una buena pro por 1.6 millones de soles del Programa Subsectorial de Irrigaciones (PSI) del Ministerio de Agricultura y Riego en noviembre de 2019. La contratación se realizó a pesar de que la empresa está impedida de contratar con el Estado por ser de propiedad de familiares de la ministra. Al día siguiente, el padre de la ministra declaró que él se había retirado de la gestión de la empresa años atrás. Sin embargo, el padre continúa siendo accionista de la misma, lo que hace vigente el impedimento para contratar con el Estado. Cabe mencionar que el Organismo Supervisor de las Contrataciones del Estado, el encargado de vigilar las contrataciones, es dependiente del Ministerio de Economía, por lo que la ministra sería políticamente responsable por permitir la contratación de empresas impedidas para hacerlo.
En agosto de 2020, diversos medios revelaron que en 2019, cuando Alva se desempeñaba como directora general de Presupuesto Público, emitió el Memorando N° 2581-2019-EF/50.06, que permitió el aumento de los salarios de los rectores de universidades públicas del país. El informe fue firmado por María Antonieta Alva a pesar de que su padre, Jorge Alva, era rector de la Universidad Nacional de Ingeniería.